# Robert McKnight (ishockeyspelare)
Robert "Bob" McKnight, född 19 mars 1938 i North Bay i Ontario, död 21 mars 2021, var en kanadensisk ishockeyspelare.
McKnight blev olympisk silvermedaljör i ishockey vid vinterspelen 1960 i Squaw Valley.